# Diaminopimelato epimerase
Em enzimologia, uma diaminopimelato epimerase (EC 5.1.1.7) é uma enzima que catalisa a reação química
LL-2,6-diaminoeptanedioato {\displaystyle \rightleftharpoons } meso-diaminoeptanodioato
Assim, esta enzima tem um substrato, LL-2,6-diaminoeptanedioato e um produto, meso-diaminoeptanodioato.
Esta enzima pertence à família das isomerases, especificamente aquelas racemases e epimerases atuando sobre aminoácidos e derivados.  O nome sistemático desta classe de enzima é LL-2,6-diaminoeptanodioato 2-epimerase.  Esta enzima participa na biossíntese da lisina.